# 竹村洋平
竹村 洋平（たけむら ようへい、1980年7月18日 - ）は、日本の漫画家。秋田県大仙市（旧仙北町）出身。

## 経歴
読切『夕張物語』で『週刊少年マガジン』（講談社）の新人漫画賞、マガジングランプリ2000年10・11月期に佳作を受賞。その後、『月刊少年ブラッド』（SBクリエイティブ）で作品を掲載していたようである。
第74回手塚賞にて「メグ・ライアンの君」で準入選を受賞。その後同作は『ジャンプSQ』（集英社）に読切掲載される。
『ジャンプSQ』2008年12月号 - 2009年8月号に『アイレボ -Ice Revolution-』（原作：堤亜弥）を初連載。その後、『パパのいうことを聞きなさい!』（『ジャンプSQ』2011年9月号 - 2012年4月号→『ジャンプSQ.19』2012年5月号 - 11月号）、『八重の桜』（『ジャンプSQ』2013年1月号 - 12月号）など、『ジャンプSQ』でコミカライズを担当する。
『ジャンプスクエア』2014年8月号 - 2015年11月号で『ナイトメア・ファンク』を連載。
『少年ジャンプ+』2019年1月5日より『魔都精兵のスレイブ』（原作：タカヒロ）を連載中。

## 人物
- 趣味は90年代トレンディ臭のする場所を深夜徘徊敢行すること。
- 尊敬する漫画家は鳥山明、井上雄彦、秋本治。
- 新撰組の大ファンで、隊長格のみならず隊士に至るまで把握している。

## 作品リスト

### 連載
- アイレボ -Ice Revolution-（原作：堤亜弥、『ジャンプSQ』2008年12月号 - 2009年8月号）
- パパのいうことを聞きなさい!（原作：松智洋、キャラクターデザイン：なかじまゆか『ジャンプSQ』2011年9月号 - 2012年4月号、『ジャンプSQ.19』2012年5月号 - 11月号）
- 八重の桜（原案：山本むつみ、『ジャンプSQ』2013年1月号 - 12月号）
- ナイトメア・ファンク（『ジャンプSQ』2014年8月号 - 2015年11月号）
- 魔都精兵のスレイブ（原作：タカヒロ、『少年ジャンプ+』2019年1月5日 - 連載中）

### 読み切り
- 夕張物語 - マガジングランプリ2000年10・11月期佳作[1]。
- 燃えよ！バーニングX（『月刊少年ブラッド』2006年11月号）
- メグ・ライアンの君（『ジャンプSQ』2008年2月号） - 第74回手塚賞準入選[1]。
- ユメサキツキノの息子（『ジャンプSQ.II』2008年6月号）
- 終末武装パンケーキ（原作：川崎宙、『ジャンプSQ』2017年10月号）

### 書籍
- 『アイレボ -Ice Revolution-』、原作：堤亜弥、集英社〈ジャンプ コミックス〉2009年、全3巻[1]
- 『パパのいうことを聞きなさい!』、原作：松智洋、キャラクターデザイン：なかじまゆか、集英社〈ジャンプ コミックス〉2011年 - 2012年、全3巻[1]
- 『八重の桜』、原案：山本むつみ、集英社〈ジャンプ コミックス〉2013年、全3巻[1]
- 『ナイトメア・ファンク』、集英社〈ジャンプ コミックス〉2014年 - 2015年、全4巻[1]
- 『魔都精兵のスレイブ』、原作：タカヒロ、集英社〈ジャンプ コミックス+〉2019年 - 、既刊18巻（2025年4月4日現在）